# Combe Martin

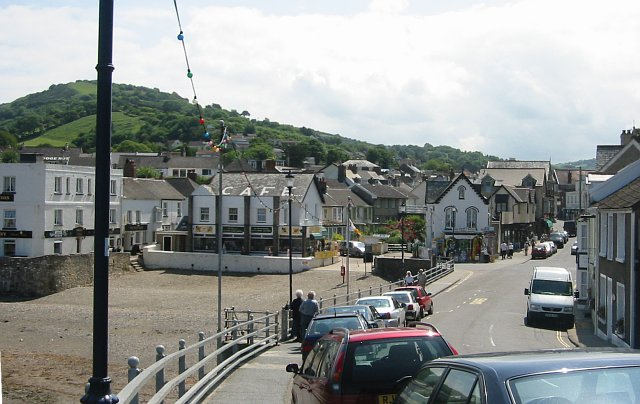
Uma vista de Combe Martin.

Combe Martin é um vilarejo localizado na costa do distrito de North Devon, em Devon, Inglaterra. Em 2001 sua população era de 3.839 habitantes.